# Leader-Region Hohe Heide
Die Leader-Region Hohe Heide ist ein interkommunaler Zusammenschluss von elf Städten und Gemeinden aus den Landkreisen Rotenburg (Wümme), Heidekreis und Verden in Niedersachsen.
Die 2001 eingereichte Bewerbung für die EU-Gemeinschaftsinitiative LEADER+ ist aus dem Prozess der Agrarstrukturellen Entwicklungsplanung (AEP) Hohe Heide entstanden. Das mit großer Bürgerbeteiligung erstellte Regionale Entwicklungskonzept Hohe Heide umfasst die Strategie für die Entwicklung dieses ländlichen Raumes. Von 2002 bis 2007 konnten mit EU-Mitteln insgesamt 85 Projekte mit einer Investitionssumme von mehr als 4,25 Mio. € umgesetzt werden. Hierfür wurden 1,95 Mio. € LEADER+-Mittel bereitgestellt. Die meisten Projekte stammen aus dem Bereich Tourismus und Kultur sowie der Land- und Forstwirtschaft.
Die Region hat 2007 ihre Strategie fortgeschrieben und das Regionale Entwicklungskonzept Hohe Heide 2007-2013 beim Niedersächsischen Ministerium für den ländlichen Raum, Ernährung, Landwirtschaft und Verbraucherschutz (ML) eingereicht. An der Erarbeitung des Konzeptes wirkten zahlreiche Akteure aus der Region mit. Die Erfahrungen der vergangenen Jahre und viele neue Ideen waren wichtige Grundlagen für die Erstellung. Die Hohe Heide wurde als eine von 32 Leader-Regionen in Niedersachsen anerkannt und erhält für die Förderperiode 2007–2013 erneut 2 Mio. € EU-Fördermittel.
Zum Gebiet der Hohen Heide zählen heute folgende Städte und Gemeinden bzw. Teilbereiche davon:
Samtgemeinde Bothel mit den Mitgliedsgemeinden Bothel, Brockel, Hemslingen, Hemsbünde, Kirchwalsede und Westerwalsede (Landkreis Rotenburg (Wümme)); Gemeinde Kirchlinteln mit den Ortschaften Bendingbostel, Brunsbrock, Heins, Holtum (Geest), Kirchlinteln, Kreepen, Kükenmoor, Schafwinkel, Sehlingen (Landkreis Verden); Gemeinde Neuenkirchen mit den Ortschaften Neuenkirchen, Behningen (teilweise), Brochdorf, Delmsen, Grauen, Tewel (Landkreis Heidekreis); Stadt Schneverdingen mit den Ortschaften Großenwede und Lünzen (Landkreis Heidekreis); Stadt Soltau mit den Ortschaften Ahlften (teilweise), Brock (teilweise), Dittmern (teilweise), Harber, Hötzingen, Leitzingen, Marbostel, Meinern (teilweise), Mittelstendorf (teilweise), Moide, Oeningen (teilweise), Tetendorf (teilweise), Wiedingen, Woltem, Wolterdingen (teilweise), Soltau (teilweise) (Landkreis Heidekreis); Stadt Visselhövede (Landkreis Rotenburg-Wümme). Auf einer Fläche von 641,7 km² wohnen 35.969 Menschen.
Das zentrale Entscheidungsgremium ist die Lokale Aktionsgruppe (LAG) Hohe Heide. Sie hat das REK beschlossen und setzt es nun verantwortlich um. Gemäß der Geschäftsordnung setzt sie sich zum Ziel, "über Grenzen hinweg regionale Strategien für die integrierte zukünftige Entwicklung in ökonomischer, ökologischer und sozial verträglicher Hinsicht unter den Gesichtspunkten der Beispielhaftigkeit, der Innovation und der Nachhaltigkeit zu erarbeiten. Die Strategien sollen die Lebensverhältnisse in und die Identifikation mit der Region und ihrer zugehörigen Ortschaften langfristig sichern, stärken und verbessern."
Die LAG setzt sich aus der Gruppe der Wirtschafts- und Sozialpartner (WiSo-Partner) und der Gruppe der Kommunalvertreter zusammen. Die WiSo-Partner bilden die Mehrheit und vertreten verschiedene Themenbereiche, die für die Region relevant sind. Alle Mitglieder sind in der Hohen Heide ansässig bzw. kraft ihres Amtes bzw. Ihrer Funktion für die Region zuständig. Die Mitglieder entscheiden darüber, welche Projekte Mittel aus dem Förderkontingent erhalten sollen (die grundsätzliche Förderfähigkeit über Leader vorausgesetzt). Um Fördermittel erhalten zu können, müssen alle Projekte mit öffentlichen Mitteln kofinanziert werden.